# Nussdorfer Steg

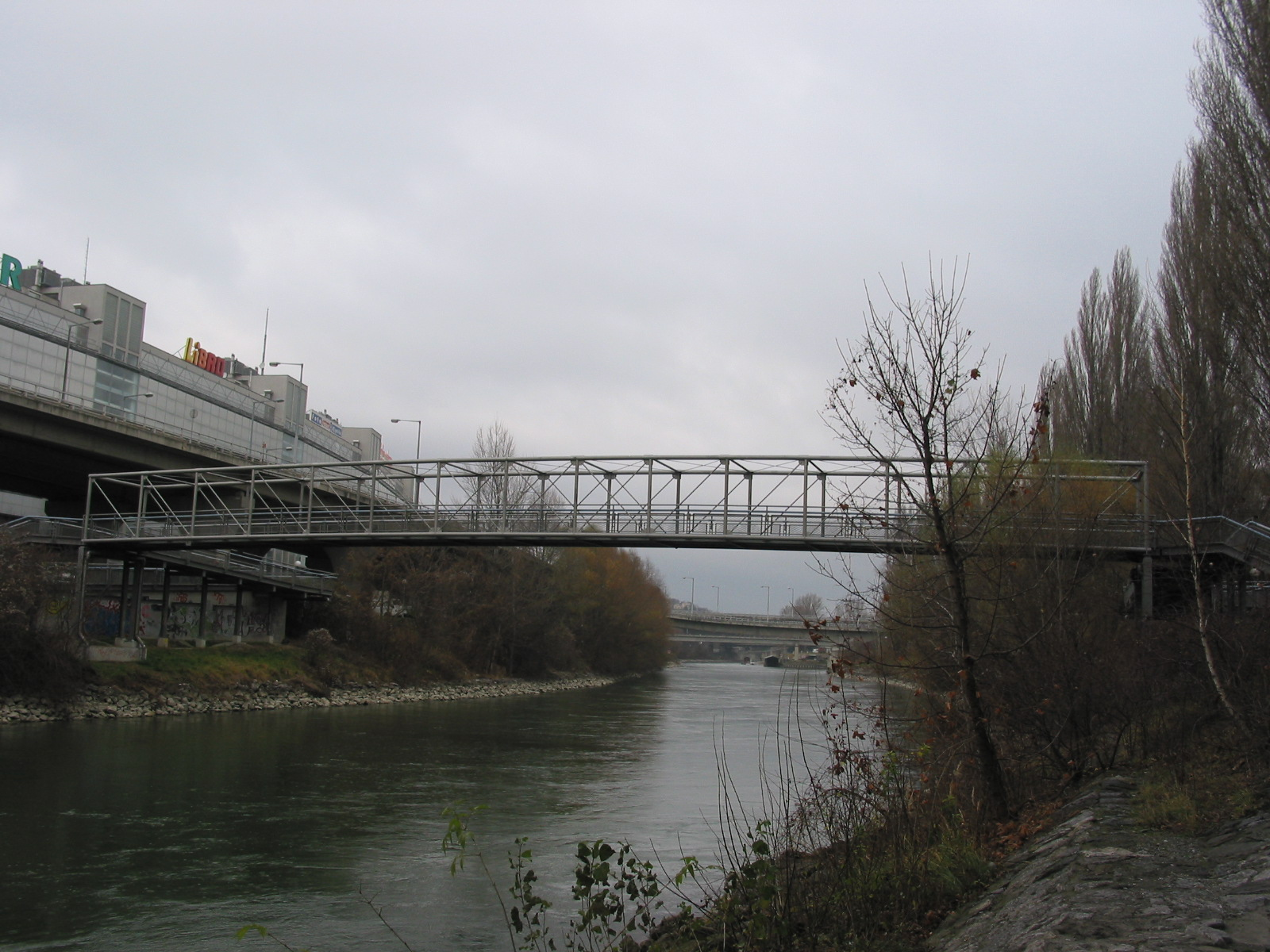
Nussdorfer Steg

Der Nussdorfer Steg überquert den Donaukanal in Wien und verbindet die Bezirke Döbling und Brigittenau.

## Lage
Der Nussdorfer Steg liegt im Bereich des Knotens Nussdorf. In der Nähe befindet sich die Schiffsbautechnische Versuchsanstalt und der Bahnhof Wien Heiligenstadt der Franz-Josefs-Bahn.

## Geschichte
Der Nussdorfer Steg stellt für Fußgänger und Radfahrer eine Verbindung zwischen dem 19. und dem 20. Wiener Gemeindebezirk und gemeinsam mit dem nahe gelegenen Steinitzsteg auch zur Donauinsel her, ohne dass die Stiegenanlagen zu den Brücken im Knoten Nussdorf überwunden werden müssen. Die Bauarbeiten begannen im Mai 1999 und wurden Ende des gleichen Jahres fertiggestellt, die Kosten betrugen etwa eine Million Euro. Der Nussdorfer Steg wurde als Stahlrohrfachwerk errichtet und besitzt eine Spannweite von 48 Metern und eine Breite von 3,5 Metern. Das Gewicht des Stegs beträgt ungefähr 80 Tonnen.